# Hajindza
Hajindza ist ein Fluss auf Anjouan, einer Insel der Komoren in der Straße von Mosambik.

## Geographie
Der Fluss entspringt am Hang oberhalb von Moya, am Weg zum Col de Moya, im Südwesten von Anjouan. Er verläuft nach Westen und mündet bei Moya bald in die Straße von Mosambik.